# Tefik Mborja
Tefik Selim Mborja (Mborje, 8 febbraio 1888 – Burrel, 1º luglio 1954) è stato un politico albanese.

## Biografia
Laureato in giurisprudenza a Roma, fin dai primi anni venti intrattiene rapporti con la famiglia Ciano. Quando l'Italia invade l'Albania, la personale amicizia con Galeazzo Ciano gli vale la nomina a prefetto della provincia di Coriza, a segretario del neo-fondato Partito Fascista Albanese e a membro del Consiglio nazionale dell'economia corporativa. 
Nel 1939 entra a far parte della Camera dei fasci e delle corporazioni, dove rimane fino al 1942. Arrestato nel 1944 e condannato a vent'anni di reclusione da un tribunale speciale, muore in prigione dieci anni dopo, all'età di 66 anni.